# کاستلماسا
کاستلماسا (به ایتالیایی: Castelmassa) یک کومونه در ایتالیا است که در استان روویگو واقع شده‌است.

## خصوصیات
کاستلماسا ۱۱٫۹ کیلومترمربع مساحت و ۴٬۳۴۲ نفر جمعیت دارد و ۱۲ متر بالاتر از سطح دریا واقع شده‌است.